# Ruttjärnen (Tännäs socken, Härjedalen)
Ruttjärnen är en sjö i Härjedalens kommun i Härjedalen och ingår i Ljusnans huvudavrinningsområde. Sjön har en area på 0,0496 kvadratkilometer och ligger 943,2 meter över havet.

## Delavrinningsområde
Ruttjärnen ingår i det delavrinningsområde (695193-131135) som SMHI kallar för Nedlagd mätstation. Medelhöjden är 857 meter över havet och ytan är 9,3 kvadratkilometer. Räknas de 10 avrinningsområdena uppströms in blir den ackumulerade arean 73,83 kvadratkilometer. Tännån som avvattnar avrinningsområdet har biflödesordning 2, vilket innebär att vattnet flödar genom totalt 2 vattendrag innan det når havet efter 415 kilometer. Avrinningsområdet består mestadels av skog (68 procent), öppen mark (19 procent) och kalfjäll (10 procent). Avrinningsområdet har 0,11 kvadratkilometer vattenytor vilket ger det en sjöprocent på 1,1 procent.